# Sexualización y explotación sexual en el K-pop

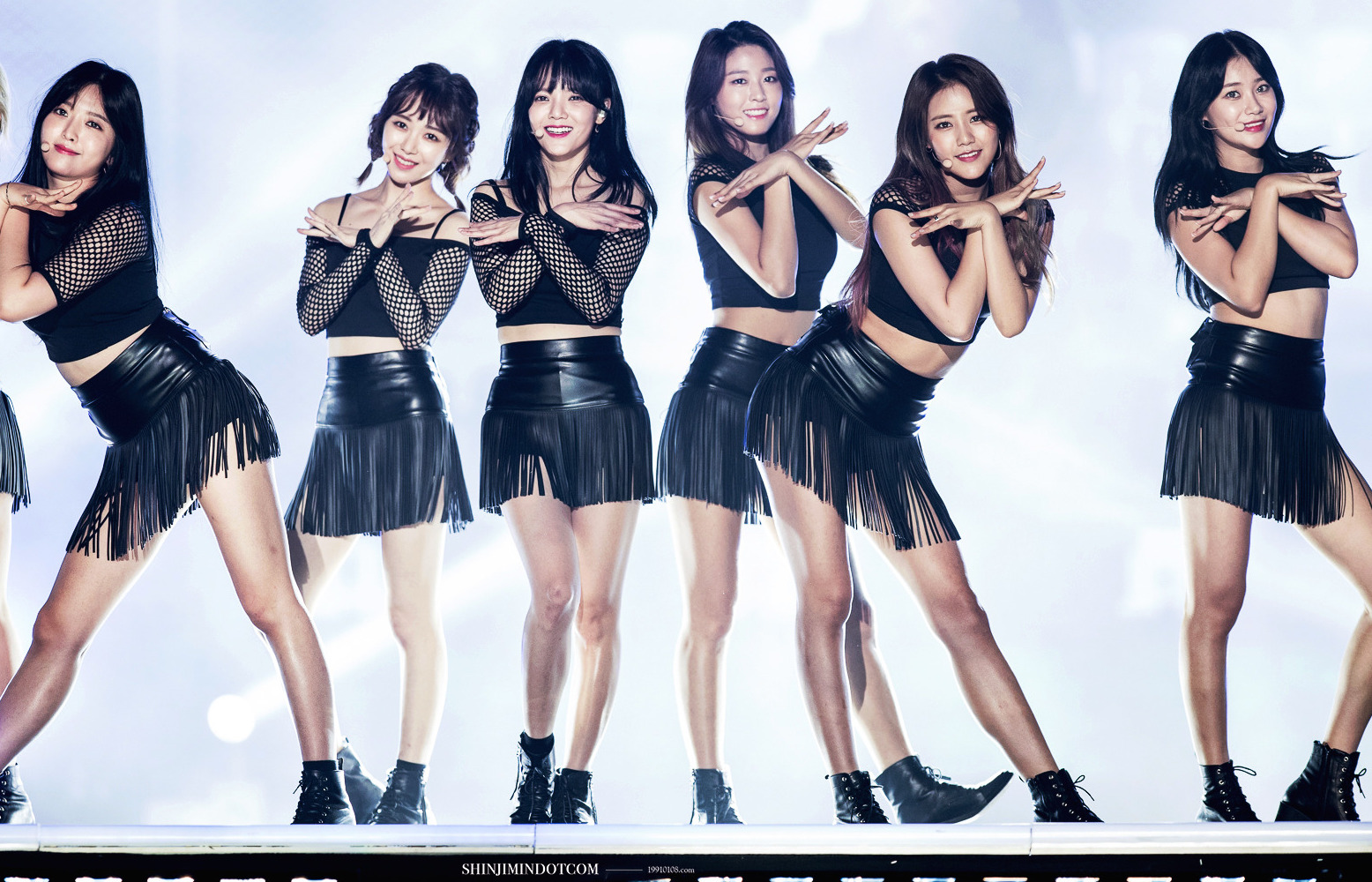
El grupo femenino AOA en un concierto en 2016. El grupo es conocido por su éxito «Miniskirt».

La sexualización y explotación sexual en el K-pop es un tema que refleja la cosificación y explotación sexual en la industria musical, que en sus inicios se consideraba conservadora. Esto se debe en parte a la globalización del siglo XXI, en la que las empresas coreanas de entretenimiento y discográficas pretenden comercializar a sus idols en el extranjero.
La feminidad suele definirse como una mujer similar a una muñeca reprimida que se ajusta a los ideales del término lolita. Estos ideales consisten en una figura esbelta, piernas largas y un rostro perfecto. La masculinidad coreana requiere una conducta suave o cosmopolita. Se espera que los hombres sean fuertes y viriles, pero también que posean rasgos suaves, como una personalidad dulce y una cara bonita. La manifestación de la sexualización está representada en todas las generaciones de idols, pero es más común encontrarla en los vídeos musicales modernos, que se han sexualizado cada vez más en la última década.
El K-pop estuvo inspirado en el sistema de los idols japoneses durante la década de 1990 y acabó convirtiéndose en un fenómeno global en un periodo de veinte años. Los idols  masculinos y femeninos siguen la mayoría de los estándar de belleza femeninos y masculinos, respectivamente, definidos por el sistema patriarcal surcoreano y en conjunción con una apariencia deseada globalmente. A menudo se cosifica más a las idols femeninas que a los masculinos.

## Contexto histórico
El K-pop moderno surgió en 1992, aunque adquirió notoriedad en 1996 con su industrialización, alcanzó madurez a mediados de los 2000 y floreció en 2010. Si bien la belleza ha sido un ideal constante en la cultura popular coreana, estos periodos marcaron transformaciones en los estándares estéticos del género. Por ejemplo, a comienzos de los años 90, los idols eran jóvenes de apariencia tierna, con rostros y cuerpos rellenitos, acorde con los cánones de belleza heredados de los años 80.
Inspirado en el sistema de idols japonés de esa misma década, hacia finales de los 90 se formaron grupos musicales que imitaban en parte a las boy bands occidentales, combinando cierta inocencia con una actitud rebelde. En ese entonces, un comité regulador censuraba la música y videoclips por su contenido explícito o sexual. Este organismo fue disuelto en junio de 1996. Tras la crisis económica de 1997 y el éxito internacional del K-pop, la imagen inocente dio paso a una representación más sofisticada y romántica a inicios de los 2000, lo cual acentuó ciertos elementos de sexualización. En 2004, surgió una nueva generación de artistas. Durante la siguiente década, la consolidación del K-pop, impulsada por la creciente difusión de videoclips, transformó a los artistas en símbolos visuales de atractivo físico, promoviendo un ideal estético moderno basado en figuras esbeltas, músculos definidos y rasgos corporales considerados perfectos.

### Globalización
En los últimos años de la década de 2000, el K-pop atravesó una transformación hacia su era contemporánea, logrando una notable expansión internacional gracias a la ola coreana en Asia. A comienzos de la década de 2010, este fenómeno se consolidó, posicionando al K-pop como una potencia musical global. A lo largo de su desarrollo, ha estado influenciado por estilos musicales tanto japoneses como occidentales. Aunque desde sus orígenes mostró apertura a corrientes extranjeras, su éxito internacional se vincula estrechamente con la globalización, potenciada por el período de rescate del Fondo Monetario Internacional durante la crisis económica de Corea del Sur en 1997. En ese contexto, el país inició una etapa de neoliberalización que facilitó nuevas conexiones internacionales, permitiendo al K-pop alcanzar públicos más amplios. Tras la crisis, Corea del Sur experimentó una creciente influencia cultural occidental, especialmente una marcada americanización, motivada por la necesidad de exportar productos culturales para competir globalmente. Uno de los efectos más visibles fue la hipersexualización de los contenidos, en particular dentro del ámbito musical.  No solo se modificó el estilo sonoro para mejorar su exportabilidad, sino también la representación visual de los intérpretes, especialmente en los vídeos musicales.
La combinación de estos cambios con una sociedad históricamente patriarcal —actualmente ubicada en los últimos puestos entre las naciones modernizadas en cuanto a igualdad de género— ha propiciado un mercado musical con una tendencia abierta a la sexualización. Asimismo, la expansión del K-pop ha permitido a Corea del Sur posicionarse en la llamada «guerra cultural global», una competencia por la atención y relevancia entre distintas culturas en la era digital. En este contexto, el gobierno surcoreano ha impulsado activamente el uso de este genero como una herramienta para fortalecer su proyección internacional.
No obstante, debido a la controversia en torno a la cultura popular, especialmente por su vínculo con la sexualización, el gobierno no respalda oficialmente al K-pop. En su lugar, impone ciertas restricciones a las actividades permitidas dentro del mismo. Sin embargo, de manera informal, facilita su expansión reduciendo algunas de estas limitaciones, sobre todo en lo referente a productos destinados al mercado externo.  Esto ha permitido que los idols se conviertan en representantes no oficiales de la cultura surcoreana, fomentando el orgullo nacional y dando lugar a la noción de una «república de idols», donde sus cuerpos e imágenes son considerados símbolos del Estado y del pueblo.

## Descripción general

### Razonamiento económico
El ingreso al mercado mundial con el fin de globalizar la cultura coreana comercializable fue simplemente un efecto secundario de las condiciones económicas que impulsaron la evolución del K-pop. En sus inicios, el K-pop no fue bien recibido por la crítica, pero su contagioso estilo y arraigo local conquistaron a las masas. En la década de 1990, Corea del Sur atravesaba una recesión económica, y algunos músicos con visión empresarial aprovecharon rápidamente esta oportunidad. La industrialización del K-pop se concretó a mediados de esa década, y su popularidad no dejó de crecer.
La cultura popular coreana solía estar ampliamente desconocida y a la sombra de Japón y otros países vecinos. Para aumentar su éxito tanto a nivel interno como en la exportación, se optó por mantener la localización mientras se fusionaba con la metodología de los ídolos japoneses y los estilos de música al estilo estadounidense. Aunque al principio esta estrategia tuvo ciertas limitaciones, resultó prometedor en el ámbito internacional. El éxito alcanzado en el extranjero, junto con la diversidad de artistas musicales existentes, llevó a la industria musical a facilitar la diversificación de los grupos musicales para maximizar el impacto y los beneficios. Para lograrlo, se optimizó la complacencia de un amplio espectro de consumidores, lo que se tradujo en un aumento del número de integrantes por grupo, cada uno con una identidad individualizada para atraer a diferentes segmentos de público. Estas medidas permitieron perfeccionar las actuaciones y aumentar el atractivo de los grupos para diversas culturas consumidoras.
Por lo tanto, un grupo de K-pop se conforma con miembros que cumplen roles distintos, como el «bueno», el «malo», el lindo o el sexy, lo que contribuye al atractivo general del grupo. Esta combinación de influencias culturales, que abarca desde la sensualidad descarada de la música estadounidense hasta el aegyo coreano y el kawaii japonés, junto con las ideas patriarcales de lolita, da lugar a una compleja interacción de deseos fantasiosos. Siguiendo esta lógica, las empresas musicales invierten grandes cantidades de dinero y tiempo en cada artista para moldearlos según las expectativas del público. Se requiere un nivel básico de atractivo y habilidades para ser considerado un artista en este contexto. Años de entrenamiento y disciplina son necesarios para convertir a los artistas en lo que el público desea ver. Sin embargo, también hay aspectos negativos en esta industria. A los artistas se les prohíbe tener citas para mantener una imagen de inocencia, sus vidas públicas y personalidades están cuidadosamente controladas y se les avergüenza si ganan peso o no mantienen su apariencia. Incluso pueden ser presionados para someterse a cirugías plásticas con el fin de realzar su belleza. Además, se espera que interactúen con los fanes de una manera deseable, lo que puede generar una carga adicional sobre ellos. Es esencial reconocer que este sistema puede tener impactos tanto positivos como negativos en los artistas y en la cultura en general. Por un lado, brinda oportunidades para el desarrollo artístico y la expresión creativa, pero, por otro, puede imponer estándares poco realistas y presiones excesivas sobre los artistas. El equilibrio entre la promoción del talento y la protección del bienestar emocional y físico de los artistas es crucial para garantizar una industria musical sostenible y saludable.

### Feminidad
Como productos culturales emblemáticos de Corea del Sur, las cantantes femeninas de K-pop enfrentan expectativas contradictorias. Por un lado, se espera que sean sexys, fuertes e independientes, lo que responde a una sociedad capitalista patriarcal surcoreana que valora estos atributos. Por otro lado, también se espera que sean sumisas, inocentes, lindas y adorables, lo que añade complejidad a su imagen pública. En busca de maximizar el beneficio y el éxito, estas estrellas femeninas deben equilibrar una cierta ambigüedad en su presentación. Esta ambigüedad a menudo se traduce en lo que se conoce como Complejo Virgen-Prostituta, presente en la mayoría de los grupos. Sin embargo, algunos grupos pueden inclinarse más hacia uno u otro lado de este espectro. En este contexto, los ideales surcoreanos promueven nominalmente una imagen aegyo, que se refiere a ser «atractiva y deseable más allá de las relaciones íntimas». Esto coloca a las idols en una posición de vulnerabilidad, pero también las presenta como encantadoras y caprichosas. En resumen, las cantantes femeninas de K-pop enfrentan una presión constante para equilibrar las expectativas contradictorias de su sociedad y de la industria del entretenimiento. La ambigüedad en su presentación es una estrategia para mantenerse relevantes y atractivas para su audiencia, pero también refleja los desafíos que enfrentan en un contexto cultural y patriarcal complejo.
La «muñequización» es una construcción que arraiga el deseo sexual en un objeto de belleza, mostrándolo como sumiso e incorruptible. Esta dinámica es común en Corea, debido a los roles de género tradicionales y la persistente estructura patriarcal. Este fenómeno se observa especialmente en las mujeres del K-pop, quienes a menudo han sido sometidas a procedimientos quirúrgicos para embellecerse. Además, se asocia a menudo a las muñecas con la prostitución o los favores sexuales, lo cual es una realidad que algunas cantantes pueden enfrentar cuando son explotadas por sus empleadores. Esta muñequización también alimenta el deseo japonés kawaii sumiso, ya que las muñecas son inherentemente lindas y pueden ser controladas a voluntad, satisfaciendo así el anhelo de una sumisión total en las mujeres. De manera similar, el concepto de «uncle-fan» u hombres de mediana edad que son fanáticos de idols femeninas, ha sido señalado como una fachada para negar el deseo sexual que realmente subyace hacia los cuerpos femeninos. Es importante reconocer que la atracción sexual no es exclusiva de una edad o género específico, y es fundamental abordar estos temas desde una perspectiva de igualdad y respeto hacia todas las personas, independientemente de su género o preferencias.
En la industria del entretenimiento coreano, el papel de idol femenina a menudo se ve influenciado por el término lolita, alimentando una fantasía pedófila masculina con una representación de juventud e inocencia sexualizada. Esta percepción ha llevado a que los cuerpos de las jóvenes se conviertan en mercancías, cuyo consumo es aceptado debido a la subyugación implícita en la estructura patriarcal. A pesar de que las mujeres pueden tener un alto estatus de popularidad bajo la etiqueta del «poder femenino», a menudo están subordinadas a sus empresas y tratadas más como objetos que como humanas. La académica Yeran Kim ha argumentado que esta objetivación justificada de los cuerpos de las jóvenes en la industria del entretenimiento ha llevado a una especie de «república lolita» de facto en Corea del Sur, impulsada tanto por factores económicos como gubernamentales. En la búsqueda de una belleza e imagen idealizada, las mujeres se ven presionadas para cumplir con estándares poco realistas. Se enfatiza la idea de piernas largas con «muslos de miel», un rostro y cuerpo perfectos y una piel clara. Los pechos también pueden ser objeto de sexualización, aunque históricamente se han evitado los escotes en la cultura coreana.

### Masculinidad
Los ídolos masculinos se convierten en productos mercantiles que, con el objetivo de maximizar el beneficio y el éxito, son objeto de sexualización. En Corea, donde existen estrictos roles de género patriarcales, los hombres suelen enfrentar expectativas asociadas a la masculinidad coreana tradicional. Sin embargo, para atraer a una audiencia más diversa, a menudo presentan vulnerabilidades que desafían los estereotipos de masculinidad típicos en la cultura coreana. Esto da lugar a una masculinidad más abierta y diversa. La masculinidad hegemónica en Corea se ha caracterizado por la autoridad patriarcal, la adhesión a los principios tradicionales confucianos y la demostración de fuerza y poder. Sin embargo, los idols masculinos, al adaptarse para atender a diferentes públicos, pueden desafiar algunos de estos aspectos y mostrar una versión de masculinidad que se aleja de los roles de género tradicionales.
Esta dicotomía obliga a los grupos a proyectar una imagen musculosa, poderosa y sexualmente viril, mientras también infunden dulzura e inocencia en sus presentaciones. Esto da lugar a lo que se conoce como «masculinidad blanda» a nivel multinacional y una «masculinidad global». Como resultado, encontramos tanto una masculinidad blanda, a menudo referida como «chico flor, como una masculinidad más ruda conocida como «idols bestia», presentes en los grupos masculinos de K-pop.
Los rasgos clave de la masculinidad en el K-pop incluyen torsos musculosos, a menudo exhibidos sin camisa, y una presentación de acciones/personalidades consideradas bonitas. Los músculos bien definidos, aunque a veces sean producto de retoques o ediciones, pueden ser percibidos como símbolos de poder y virilidad individual en respuesta a los movimientos feministas y los deseos nacionalistas femeninos. Esto se ilustra con la noción del «precio del cuerpo» (momgap), que asocia la sensualidad del cuerpo masculino con su valor, siendo los «abdominales de chocolate» considerados el rasgo más deseable en este contexto.

## Manifestación
La sexualización en el K-pop se manifiesta de diversas formas: mediante la promoción de artistas con una imagen sexy y atractiva, moldeándolos para encajar con las fantasías de los fanes y presentando canciones o vídeos musicales con contenido sexualizado.

### Muñequización
La «muñequización» es un fenómeno que se puede observar en el K-pop,  donde las empresas de entretenimiento utilizan imágenes de muñecas para promocionar a sus artistas. Un ejemplo destacado fue la cantante G.NA, cuyas medidas corporales generaron gran interés entre los fanáticos, y su empleador la promocionó comparándola con maniquíes durante sesiones de fotos, refiriéndose a su físico como «el cuerpo de un maniquí» debido a su rostro pequeño, pechos grandes y cintura diminuta.
Esta representación de seres humanos muñequizados también se puede ver en vídeos musicales como «Gee» de Girls' Generation, donde las integrantes actúan como maniquíes en el escaparate de una tienda que luego cobran vida, o en el vídeo musical de Girl's Day para «Tilt my Head», en el que las integrantes interpretan autómatas en una fábrica de muñecas que cobran vida mágicamente (siguiendo la narrativa de «cobrar vida»). Es relevante mencionar que el grupo Piggy Dolls, compuesto por tres mujeres de constitución más corpulenta, desafía la idea de una imagen de muñeca perfecta y promueve la diversidad en la representación corporal. Esto es un paso importante hacia una representación más inclusiva y respetuosa de la imagen corporal en el K-pop, mostrando que la belleza y el talento se pueden manifestar de muchas formas diferentes.

### Cuerpos femeninos
En el K-pop, los cuerpos de las ídolos femeninas suelen estar fuertemente regulados por sus agencias, quienes esperan que se ajusten a ciertos estándares de imagen, mientras que los fanes tienden a sexualizar sus cuerpos. Un miembro del grupo masculino de K-pop, Super Junior, hizo una declaración sobre Girls' Generation, expresando: «[Las miembros] no pueden hacerse daño sin permiso. Sus cuerpos no son suyos. Son tesoros de la nación».  Las integrantes de Girls' Generation son reconocidas por tener piernas largas, lo que les ha valido el apodo de «El grupo de las piernas bonitas». Sin embargo, esto también ha llevado a situaciones inapropiadas, como la realización de una película pornográfica japonesa centrada en sus piernas.

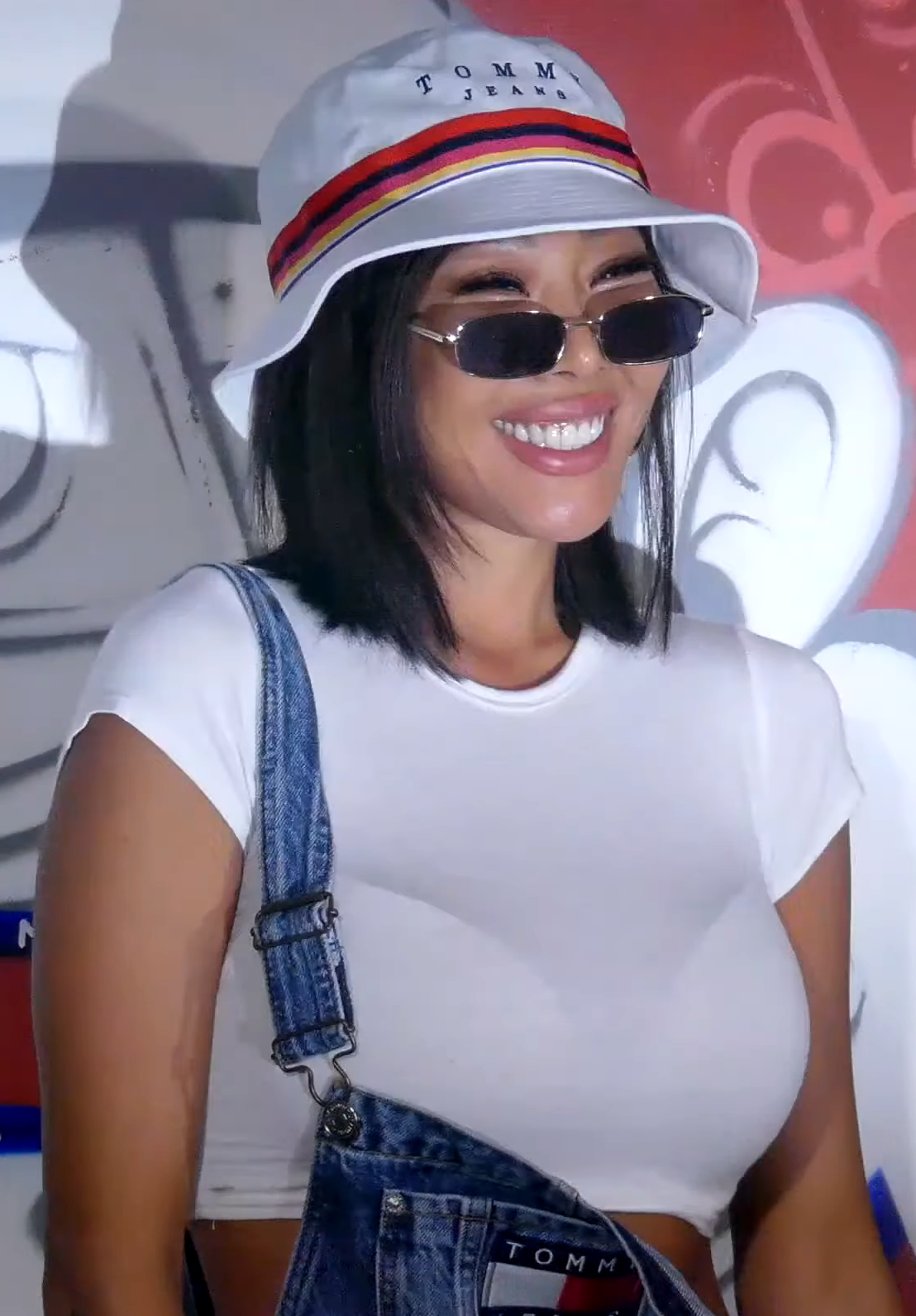
La rapera Jessi ha hablado sobre su cirugía plástica.

La búsqueda de la perfección corporal en la industria del entretenimiento es una exigencia que persigue el beneficio económico, lo que implica que las ídolos femeninas del K-pop deben ser delgadas y bellas. Aquellas que no cumplen con estos estándares se ven presionadas para adelgazar. Un ejemplo es el grupo Piggy Dolls, cuyas tres integrantes, inicialmente de constitución más corpulenta que la mayoría de las ídolos de K-pop, fueron sometidas a un entrenamiento para perder un total de 56 kg antes de regresar con nueva música. Para las aprendices del género cuyos rasgos faciales no se consideran suficientemente atractivos, sus empleadores pueden imponerles cirugía plástica obligatoria. La negativa a someterse a dicha cirugía puede significar el fracaso de su carrera. Aunque todas las cirugías conllevan riesgos y posibles complicaciones, es muy común que los ídolos del K-pop se hayan sometido a pequeñas cirugías estéticas y moderadamente común que se hayan sometido a cirugías semirreconstructivas. Algunas de las modificaciones más comunes incluyen la adición de un doble párpado, rinoplastia, aumento de mentón y remodelación muscular, principalmente en las piernas.
En el mundo del K-pop, algunas artistas han sido honestas sobre haberse sometido a cirugías estéticas. Por ejemplo, Miryo de Brown Eyed Girls y Goo Hara de Kara admitieron sobre su cirugías en los párpados, y Jessi se realizó implantes mamarios, rinoplastia y cirugía de párpados. Algunas incluso actúan como portavoces de clínicas estéticas, como G.NA, quien promociona los servicios del Dr. Jong Phil. Sin embargo, la mayoría de las artistas prefieren mantener esos asuntos en privado, lo que ha generado especulaciones acerca de si los idols han optado por someterse a cirugía plástica. Con tantas suposiciones en el aire, algunas artistas, como Lee Hyori y Jang Yoon-ju, han llegado incluso a demostrar médicamente que no se han realizado tales cirugías. Por otro lado, algunas celebridades aceptan abiertamente haberse sometido a cirugía. Un ejemplo es el grupo Six Bomb, quienes incluso lanzaron una canción y un vídeo musical titulados «Getting Pretty After», haciendo referencia a la cirugía estética. De hecho, su mánager, Kim Il-woong, ha admitido abiertamente que todas los miembros se han sometido a aumentos quirúrgicos en el rostro y los pechos. Esta honestidad, sumada a la idolatría de los artistas de K-pop, ha influido en que muchos jóvenes coreanos deseen someterse a cirugía plástica para emular a sus estrellas favoritas. Corea del Sur se ha convertido en el país con más cirugías estéticas per cápita en el mundo.

### Cuerpos masculinos

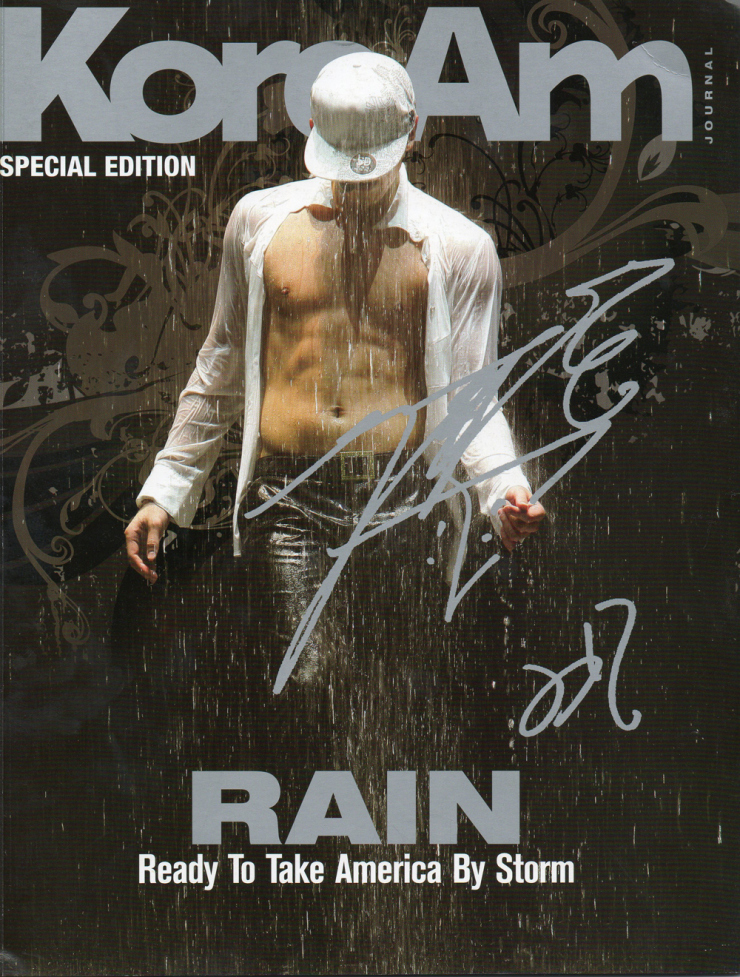
Rain con su abdomen expuesto y mojado.

Los hombres también enfrentan rigurosas normas corporales en la industria del entretenimiento, donde se les exige mantener su «precio corporal» mientras equilibran una masculinidad más tierna. Un ejemplo de esta combinación es el cantante Rain, quien personifica la hipermasculinidad afeminada. Su abdomen bien definido y la parte superior de su musculoso cuerpo, a menudo mostrado desnudo y aceitado (o mojado), contrasta con su cara linda y juvenil. Es frecuentemente descrito como «una cara angelical y un cuerpo asesino» o «un cuerpo de hombre con cara de niño». Rain ejemplifica la imagen requerida: un hombre musculoso y sin camiseta, con elementos de dulzura. Mantener esta imagen demanda un entrenamiento riguroso, generalmente bajo la guía de entrenadores con intensas rutinas diarias.
Al igual que con las mujeres, las empresas de entretenimiento pueden presionar a los hombres a someterse a cirugía plástica. También existen rumores sobre aquellos que se han sometido a procedimientos, aunque algunos ídolos han admitido abiertamente sus cirugías. Por ejemplo, Kwanghee de ZE:A se sometió a cirugía en los párpados, la nariz y la frente, Heechul de Super Junior se operó los párpados y corrigió su nariz rota; y Kyuhyun, su compañero de grupo, también se hizo una cirugía de párpados dobles siguiendo el ejemplo de sus padres.

### Sexualización en vídeos musicales
Con la popularización del K-pop a través de plataformas de vídeos como YouTube, muchos aficionados reconocen principalmente la sexualización en los vídeos musicales o actuaciones grabadas. La aparición de los videoclip como una herramienta para promover el género ha generado una competencia en la que sobreviven los artistas con una imagen más sexy. Como resultado, el contenido sexual ha aumentado en los vídeos musicales de K-pop. Un análisis realizado por Song Bo-hye sobre el contenido de los vídeos musicales coreanos más populares de 2004, 2005, 2014 y 2015, según las listas de Melon Hot 100, examinó el contenido sexual y su evolución a lo largo del tiempo. Se observaron insinuaciones sexuales, actos sexuales y ropa provocativa. Los resultados se dividieron en cuatro aspectos: cambios en el afecto físico, la vestimenta provocativa, las insinuaciones y la variación de género. Se encontró que los afectos físicos mostrados no cambiaron significativamente en promedio, pero las insinuaciones sexuales aumentaron, al igual que la ropa provocativa. Además, las cantantes más populares mostraron un aumento significativo en provocación. Este análisis destaca cómo la sexualización en los vídeos musicales ha evolucionado con el tiempo, con un mayor enfoque en contenido sexual y la vestimenta.
Esto se traduce en un aumento significativo en la exhibición, principalmente a través de la ropa, de mujeres y algunos hombres sexualizados, aunque no se observa un gran aumento en la representación de actos sexuales (dos personas en contacto). Esta tendencia es evidente en los vídeos musicales modernos de K-pop. Por ejemplo, se puede mencionar vídeos como «Marionette» de Stellar, «Roll Deep» de Hyuna, «Ring My Bell» de Girl's Day, «Wild» de Nine Muses, «Wiggle Wiggle» de Hello Venus, «Like a Cat» de AOA, «Butt» de I-Ren y «Dr. Feel Good» de BP Rania, entre muchos otros. En estos vídeos, las cantantes suelen llevar faldas cortas, pantalones cortos, escotes y ropa ajustada, enfatizando la sexualización de su imagen.
En el caso de los cantantes masculinos, algunos han llevado camisetas y pantalones transparentes, shorts muy cortos e incluso han incursionado en el travestismo, usando corsés o vestidos escasos. Además, se han producido vídeos que han sido objeto de prohibición por su excesiva sexualización de las mujeres, como «Mommae» de Jay Park, por ser demasiado sugestivo sexualmente; «Abracadabra» de Brown Eyed Girls, por su contenido sexual; «Mirotic» de TVXQ, por mostrar demasiada exposición corporal y lenguaje explícito; «One More» de Fiestar, por contener imágenes sexuales; así como los vídeos «Vibrato» y «Marionette» de Stellar, que han sido censurados debido a sus coreografías y ropa sexualmente sugerentes. Otros ejemplos incluyen «Touch Me» de Ivy, «Joker» de Dal Shabet y «Shower Later» de Gary, todos por su contenido sexualmente sugestivo y temas maduros. Asimismo, el vídeo musical de «Bae Bae» de Big Bang ha sido señalado por sus insinuaciones sexuales. Por otro lado, la evolución de la imagen de Girls' Generation se ha apreciado a lo largo del tiempo. Su vídeo «Gee» en 2009 mostraba una imagen inocente de colegialas. Posteriormente, en «Oh!» en 2010, mantuvieron esa inocencia pero añadieron un preludio de su lado oscuro al final, presentando versiones más sexys y sombrías de sí mismas. Finalmente, en su vídeo de 2011 para «The Boys», la imagen inocente se transformó en una sensualidad más madura. Esta transición refleja cómo los artistas del K-pop han pasado de representar una imagen más inocente a abrazar una representación más sexual en algunos de sus vídeos musicales.

## Controversias

### Críticas por mostrar un comportamiento feminista
Las estrellas femeninas del pop coreano enfrentan fuertes críticas cuando expresan opiniones feministas. En la industria del K-pop, se espera que las ídolos femeninas sean hermosas y obedientes para agradar al público. Mostrar interés por el empoderamiento femenino es considerado polémico y cuando las estrellas del K-pop han alzado la voz en este sentido, han sido objeto de críticas y ataques públicos. Un ejemplo es Sulli, quien era conocida por hablar abiertamente sobre el feminismo y los derechos de las mujeres, algo poco común en un ambiente altamente controlado por la imagen. A causa de ello, sufrió años de acoso y abuso en línea, lo que finalmente la llevó a la depresión y, trágicamente, al suicidio. Este es un recordatorio impactante de cómo la presión y los ataques pueden tener consecuencias devastadoras para la salud mental y el bienestar de las estrellas del K-pop que desafían las normas impuestas.

### Acusaciones de pedofilia de Min Hee-jin
Min Hee-jin, ex-CEO de Ador, una subsidiaria de Hybe Corporation, ha enfrentado acusasiones por sus elecciones creativas en el pasado. Algunos han expresado preocupación de que haya promovido en sus redes sociales imágenes inapropiadas de jóvenes y niñas. Ejemplos incluyen el uso de pósteres de películas antiguas, como Le farò da padre (1974) y la incorporación de ideas relacionadas con Lolita en su trabajo con f(x) y NewJeans.

### Desigualdad de género
Las mujeres del K-pop son deliberadamente sometidas a la mirada masculina, experimentan una «muñequización» y son consideradas exóticas y sumisas para complacer a sus fanes masculinos en una sociedad patriarcal. La industria busca que la feminidad se ajuste a la estructura social neoconfuciana patriarcal para maximizar sus beneficios, lo que obliga a las ídolos a adoptar esta definición que se alinea con el papel tradicionalmente establecido para las mujeres en Corea.
Además, el preocupante lugar de Corea del Sur en el Informe Global de Brecha de Género, por debajo de todos los países desarrollados y más cercano a naciones de mayoría musulmana, pone de manifiesto el estado de desigualdad de género en el país. La elección del presidente Yoon Suk-yeol, conocido por su postura antifeminista, indica que es poco probable que este sentimiento cambie en el futuro, ya que una de sus promesas electorales fue abolir el Ministerio de Igualdad de Género y Familia, entre otras medidas.
Los académicos Xi Lin y Robert Rudolf realizaron una encuesta entre 6317 fanáticos del K-pop de 100 países para evaluar el nivel de igualitarismo de los consumidores de K-pop. Su estudio reveló que una mayor indulgencia en el K-pop se correlacionaba con un menor nivel de igualitarismo, y esta tendencia era más pronunciada en países ya estratificados por género. De manera similar, en Corea, la estratificación de género es reforzada por el gobierno y su capitalismo patriarcal, y viceversa. Es decir, el sexismo y la sexualización en el K-pop respaldan el éxito del capitalismo patriarcal en Corea del Sur, perpetuando normas de desigualdad de género y la cosificación sexual de las ídolos femeninas del K-pop.